# Aurel Stroë
Pour les articles homonymes, voir Stroe.
Aurel Stroë (5 mai 1932 à Bucarest – 3 octobre 2008 à Mannheim) est un compositeur de musique contemporaine, philosophe et linguiste. Il est souvent considéré comme le chef de file de la musique contemporaine roumaine.[réf. nécessaire]
Sa musique qui défie les principaux courants musicaux, déploie des sons sans cesse en animations qui traduisaient son envie d’explorer des nouvelles voies. Sa musique a été souvent considérée comme en avance de son temps.[réf. nécessaire] Parmi ses œuvres les plus connues, on peut citer Arcade, Canto et Concerto pour clarinette (orchestre), Œdipe (opéra), Les Choéphores (opéra présenté au Festival d'Avignon en 1979).
Aurel Stroë a suivi des cours de musique au Conservatoire supérieur. Il fut l’élève de Ligeti, Kagel et Stockhausen. Il enseigna à son tour la composition et l’orchestration au Conservatoire de Bucarest de 1972 à 1985. En 1972 il enseigne également aux États-Unis à l’université de l'Illinois. Installé à Mannheim depuis 1986, il revient en Roumanie après la chute du régime communiste en 1989 mais continue à vivre en Allemagne.
Aurel Stroë a reçu le prix de l'Académie roumaine en 1974 et le prix Herder en 2002.

## Œuvres
- Miniaturen für Klavier, 1947
- Lieder für Sopran et Klavier d'après des vers de Tudor Arghezi, 1948–49
- Konzert für Streichinstrumente, 1951, 1956
- Allegro barbaro pour piano, 1952
- 1. Klaviersonate, 1955
- Zwei Lieder sur des vers de Mihail Eminescu, 1955
- Das Antlitz des Friedens (Le Visage de la Paix), cantate sur des vers de Paul Éluard, 1959
- Monumentum I pour un petit orchestre et chœur d'hommes, 1960–61
- Arcades pour grand orchestre et trois ondes Martenot. 1962–63
- Armonia pour bois et cuivres, 1963
- Musique de concert pour piano solo, cuivres et percussions, 1963–65
- Only trough time, time is concord pour baryton, quatre basses, orgue et percussions sur des vers de T. S. Eliot, 1966
- Laudes I pour 28 cordes, 1966
- Zwei Epitaphe sur des vers de Ion Caraion, 1966
- Canto I pour grand orchestre, 1967
- Laudes II pour grand orchestre et deux ondes Martenot, 1966–68
- Der Nobelpreis wird nicht verliehen, opéra, livret de Paul Sterian, 1969
- Rêver, c’est désengrener les temps superposés pour clarinette, violoncelle et clavecin, 1970
- Canto II pour douze groupes d'instruments et deux ondes martenot, 1967
- Rituelle Handlung ohne Gegenstand, étude pour l'opéra „Der Nobelpreis wird nicht verliehen“, 1970
- Streichquartett, 1972
- Aristophane. La Paix, opéra, livret d'Aurel Stroë et Paul Sterian, 1972–73
- Konzert pour clarinette et orchestre, 1974–75
- Die Coephoren – die Totenspende, opéra, 2. partie de la Trilogie der geschlossenen Stadt (eine neue Orestie), 1974–77
- Klavierstück, 1977
- Zwei Pastoralen pour orgue et clavecin, 1978
- Pe drumul către focurile cerești (Auf dem Weg zu Höhenfeuern) pour alto, 1979
- Die Töchter der Sonne, pièce pour guitare, 1979, 1992
- Agamemnon – Mord in der geschlossenen Stadt, opéra, 1. partie de la Trilogie der geschlossenen Stadt (eine neue Orestie), 1979–81
- Monumentum II pour voix, contrebasse, percussions, 1982
- cuivres Quintett, 1982
- 2. Klaviersonate, 1984
- Anamorphoses canoniques pour flûte (piccolo, flûte basse et flûte mit Zug (?)), clarinette en si, clavicorde, trombone, violoncelle et bande magnétique, 1984
- Quintandres pour vent, 1984
- Nocturne pour voix, clarinette, percussions et harpe, texte d'Antonin Artaud, 1984
- Die Eumeniden – eine offene Stadt, opéra, 3. partie de la Trilogie der geschlossenen Stadt (eine neue Orestie), 1985
- Sonate pour saxophone et percussions, 1986
- J. S. Bach – Sound Introspection, une orchestration paradoxale des quatorze canons sur les notes fondamentales des Variations Goldberg, 1986–87
- Vier Morgensternlieder pour chant, saxophone et percussions, 1987
- Das Weltkonzil opéra d'après un livret de Vladimir Soloviev, 1988
- Saxtuor mit Kientzy, 1989
- Spiralen, Ludus funebris Johannii Coltrane in memoriam pour voix de femmes, deux claviers, cor de basset en fa, synthétiseur et violoncelle, 1989
- Der Garten der Strukturen pour percussions, 1989
- Das Einsame, das Kind, Dramatisches Zwischenspiel d'après Marina Tsvetaïeva pour cinq musiciens, 1989
- Alpha pour vier Saxophone, 1989
- Capricci et Ragas, concerto pour violon et un ensemble de solistes, 1990
- 3. Klaviersonate, 1991
- Chorales et comptines pour petit chœur de chambre, quatre trombones et saxophone solo, 1992
- Prairie, Prières pour saxophone et grand orchestre, 1992–93
- Mozart Sound Introspection, trio à cordes, 1994
- Ciaccona con alcune licenze (Chaconne avec quelques licences) pour grand orchestre, 1995
- Mandala mit einem Crucifixus von Antonio Lotti pour chœur de chambre et grand orchestre, 1997
- Humoreska pour hautbois, clarinette, piano, violon, violoncelle, percussions, 1997
- Préludes lyriques pour ensemble, 1997–98
- Konzert pour accordéon et ensemble, 2001
- Carillons et échos pour orchestre, 2002
- Accords et comptines pour orchestre, 2003
- Fantasia quasi una sonata pour violoncelle, piano, orgue, 2005
- Polifonien, Heterophonien pour trois clarinettes et alto, 2006